# Daniel Mejías
Daniel Mejías Hurtado (Barcellona, 26 luglio 1982 – 8 novembre 2022) è stato un calciatore andorrano, di ruolo centrocampista.